# Rambah Samo Barat
Rambah Samo Barat is een bestuurslaag in het regentschap Rokan Hulu van de provincie Riau, Indonesië. Rambah Samo Barat telt 3141 inwoners (volkstelling 2010).